# Scott Scissons
Scott E. Scissons (né le 29 octobre 1971 à Saskatoon, Saskatchewan au Canada) est un joueur canadien de hockey sur glace.

## Carrière de joueur
Premier choix des Islanders de New York lors du repêchage de la Ligue nationale de hockey de 1990. Après une carrière junior passée dans sa ville natale, il devint professionnel en se joignant aux Islanders pour une partie au terme de la saison 1990-1991.
Il porta l'uniforme de l'équipe nationale canadienne pour quelques parties avant de revenir avec le club-école du club new-yorkais. Il joua dans les ligues mineures jusqu'en 1995, année où il prit sa retraite du hockey.

## Statistiques
| Saison     | Équipe                          | Ligue          |    | Saison régulière | Saison régulière | Saison régulière | Saison régulière | Saison régulière |   | Séries éliminatoires | Séries éliminatoires | Séries éliminatoires | Séries éliminatoires | Séries éliminatoires |
| Saison     | Équipe                          | Ligue          | PJ | B                | A                | Pts              | Pun              | PJ               | B | A                    | Pts                  | Pun                  |                      |                      |
| 1985-1986  | Flyers de Saskatoon             | SMHL           | 65 | 45               | 55               | 100              | 45               | -                | - | -                    | -                    | -                    |                      |                      |
| 1986-1987  | Flyers de Saskatoon             | SMHL           | 62 | 55               | 65               | 120              | 50               | -                | - | -                    | -                    | -                    |                      |                      |
| 1987-1988  | Contacts de Saskatoon           | SMHL           | 29 | 23               | 16               | 39               | 51               | -                | - | -                    | -                    | -                    |                      |                      |
| 1988-1989  | Blades de Saskatoon             | WHL            | 71 | 30               | 56               | 86               | 65               | 7                | 0 | 4                    | 4                    | 16                   |                      |                      |
| 1988-1989  | Blades de Saskatoon             | Coupe Memorial | -  | -                | -                | -                | -                | 4                | 2 | 0                    | 2                    | 4                    |                      |                      |
| 1989-1990  | Blades de Saskatoon             | WHL            | 61 | 40               | 47               | 87               | 81               | 10               | 3 | 8                    | 11                   | 6                    |                      |                      |
| 1990-1991  | Blades de Saskatoon             | WHL            | 57 | 24               | 53               | 77               | 61               | -                | - | -                    | -                    | -                    |                      |                      |
| 1990-1991  | Islanders de New York           | LNH            | 1  | 0                | 0                | 0                | 0                | -                | - | -                    | -                    | -                    |                      |                      |
| 1992-1993  | Équipe nationale canadienne     | Intl.          | 26 | 4                | 8                | 12               | 31               | -                | - | -                    | -                    | -                    |                      |                      |
| 1992-1993  | Islanders de Capital District   | LAH            | 43 | 14               | 30               | 44               | 33               | 4                | 0 | 0                    | 0                    | 0                    |                      |                      |
| 1992-1993  | Islanders de New York           | LNH            | -  | -                | -                | -                | -                | 1                | 0 | 0                    | 0                    | 0                    |                      |                      |
| 1993-1994  | Golden Eagles de Salt Lake City | LIH            | 72 | 10               | 26               | 36               | 123              | -                | - | -                    | -                    | -                    |                      |                      |
| 1993-1994  | Islanders de New York           | LNH            | 1  | 0                | 0                | 0                | 0                | -                | - | -                    | -                    | -                    |                      |                      |
| 1994-1995  | Grizzlies de Denver             | LIH            | 7  | 2                | 3                | 5                | 6                | -                | - | -                    | -                    | -                    |                      |                      |
| 1994-1995  | Moose du Minnesota              | LIH            | 23 | 7                | 9                | 16               | 6                | -                | - | -                    | -                    | -                    |                      |                      |
| Totaux LNH | Totaux LNH                      | Totaux LNH     | 2  | 0                | 0                | 0                | 0                | 1                | 0 | 0                    | 0                    | 0                    |                      |                      |